# تیم ملی بسکتبال تونس
تیم ملی بسکتبال تونس،نماینده تونس در مسابقات بین المللی بسکتبال است.
این تیم تاکنون ۲۳ بار در مسابقات قهرمانی فیبا آفریقا حضور داشته است.

## تاریخچه
در سال ۲۰۱۱، آنها پس از شکست آنگولا در دیدار نهایی، اولین قهرمانی خود در قهرمانی آفریقا را کسب کردند. بهترین نتیجه قبلی آنها در مسابقات قهرمانی آفریقا ۱۹۶۵بود که آنها به عنوان کشور میزبان مدال نقره را بدست آوردند.آنها همچنین در مسابقات قهرمانی آفریقا ۱۹۷۰و ۱۹۷۴یک مدال برنز کسب کردند.